# Cartier (metrostation)
Cartier is een metrostation in het stadsdeel Pont-Viau van de Canadese gemeente Laval. Het op 28 april 2007 geopende station wordt bediend door de oranje lijn van de metro van Montréal.